# هيلدور أندرسن
هيلدور أندرسن (بالنرويجية البوكمول: Hildur Andersen)‏ هي موسيقية وعازفة بيانو نرويجية، ولدت في 25 مايو 1864 في أوسلو في النرويج، وتوفيت في 20 ديسمبر 1956.